# Miguel Ángel Martín Perdiguero
Miguel Ángel Martín Perdiguero (San Sebastián de los Reyes, 14 d'octubre de 1972) va ser un ciclista espanyol que fou professional entre 1997 i el 2006. El seu èxit esportiu més important fou la victòria a la Volta a Catalunya 2004.
Una vegada retirat de la vida esportiva va passar a dedicar-se a la política, sent regidor d'esports de l'ajuntament de San Sebastián de los Reyes governat pel PP. L'abril de 2015 va ser destituït per l'alcalde en saber-se que s'havia reunit amb representants polítics de Ciudadanos per tal de negociar la seva incorporació a les llistes del partit. A les eleccions municipals de maig de 2015 es presenta com a cap de llista d'aquesta formació.
L'any 2010 va concursar en el xou d'impacte Supervivientes, emès a Telecinco i on va ser 7è.

## Palmarès
- 1995
  - 1r de la Volta a Toledo
- 1998
  - Vencedor d'una etapa del GP Mitsubishi
- 1999
  - 1r de la Clásica de los Puertos
  - Vencedor d'una etapa de la Volta a Burgos
- 2000
  - 1r del G.P. Miguel Indurain
  - 1r de la Volta a La Rioja i vencedor d'una etapa
  - 1r al Gran Premi de Laudio
- 2001
  - Vencedor d'una etapa de la Clàssica d'Alcobendas
  - Vencedor d'una etapa de la Volta a Astúries
- 2002
  - Vencedor d'una etapa de la Setmana Catalana
  - Vencedor d'una etapa de la Volta a Astúries
  - Vencedor d'una etapa de l'Euskal Bizikleta
- 2003
  - 1r al Trofeu Pantalica
  - Vencedor d'una etapa de la Volta a la Comunitat Valenciana
  - Vencedor d'una etapa de la Volta a Castella i Lleó
- 2004
  -  1r de la Volta a Catalunya i vencedor de 3 etapes
  - 1r de la Clàssica de Sant Sebastià
  - Vencedor d'una etapa de la Volta a Astúries
  - Vencedor de 2 etapes de l'Euskal Bizikleta
- 2005
  - 1r a Jaen

### Resultats a la Volta a Espanya
- 1999. 61è de la classificació general
- 2001. Abandona
- 2002. 42è de la classificació general
- 2003. 36è de la classificació general
- 2005. Abandona (18a etapa)

### Resultats al Giro d'Itàlia
- 1998. Abandona
- 1999. 73è de la classificació general
- 2000. 37è de la classificació general

### Resultats al Tour de França
- 2006. Abandona (17a etapa)